# Saishuu ressha
Saishuu ressha (最終列車 , övers. Sista tåget?) är en singel av det japanska rockbandet MUCC som släpptes den 19 september 2005. Under sin första vecka på den japanska försäljningstoppen hamnade den som bäst på plats 12 med 7 507 sålda exemplar. Det är deras hittills enda singel som släppts utanför Japan. Den europeiska utgåvan som släpptes den 5 december 2006 innehåller titelspåret samt tre bonusspår, "Rojiura Boku to Kimi he", "9gatsu 3ka no Kokuin" från Zekuu och "Zetsubou" från Houmura uta.

## Låtlista
1. "Saishuu ressha" (最終列車)
2. "Akanezora " (茜空)